# Sospensione dell'incredulità
La sospensione dell'incredulità, o sospensione del dubbio (suspension of disbelief in inglese), è un particolare carattere semiotico che consiste nella volontà, da parte del lettore o dello spettatore, di accettare che nelle opere di fantasia sia possibile ciò che non si riuscirebbe normalmente a fare; possibili esempi sono i maghi e la loro capacità di effettuare incantesimi, i superpoteri di personaggi come Superman, o l'esistenza di veicoli in grado di muoversi a velocità maggiori di quella della luce. La sospensione dell'incredulità non prescinde dall'autoconsistenza, per cui non può essere usata per giustificare, ad esempio, i buchi narrativi.

## Definizione
L'espressione venne coniata da Samuel Taylor Coleridge in un suo scritto del 1817: 
(Samuel Taylor Coleridge, Biographia literaria - capitolo XIV)

Non è raro citare l'intera frase "volontaria sospensione dell'incredulità", ma spesso il ridondante "volontaria" è omesso. Il concetto era sicuramente conosciuto già da Shakespeare, che due secoli prima vi fa riferimento nel prologo dell'Enrico V: 
Il pubblico accetta che, nell'universo dell'opera narrativa in questione, possano verificarsi eventi che sarebbero impossibili, sacrificando realismo e occasionalmente credibilità per il bene del divertimento. J. R. R. Tolkien sfida questo concetto nel suo saggio On Fairy-Stories, scegliendo invece il paradigma della subcreazione.
La sospensione dell'incredulità è una componente essenziale del teatro, dell'opera lirica e del musical, dove lo spettatore non ha alcun problema ad accettare comportamenti innaturali, che spesso sono necessari alla fruizione dell'opera stessa (come ad esempio il fatto che i personaggi, entrando in scena, si dispongano in una fila orizzontale per essere visibili dal pubblico). È anche un ingrediente fondamentale per le opere di fantasia e di fantascienza, in cui il fruitore – in nome del "senso del meraviglioso" (in inglese sense of wonder) – accetta l'esistenza di esseri, poteri soprannaturali o tecnologie inesistenti nel mondo reale e che spesso sono contrari a princìpi scientifici già noti (il superamento della velocità della luce, la gravità artificiale, le esplosioni udibili nello spazio) o all'alta improbabilità di qualcosa (come il fatto che diverse razze extraterrestri abbiano un aspetto antropomorfo e parlino tutte la stessa lingua e che su tutti i pianeti dell'universo la gravità sia sufficiente e l'aria sia respirabile da tutti).
L'importante è che tali "violazioni" avvengano all'interno di determinati canoni e che non risultino incoerenti tra di loro. Ad esempio, se in un film di fantascienza ambientato sulla Terra è accettabile la presenza di extraterrestri in grado di volare o comunicare telepaticamente, difficilmente il pubblico può trovare coerente il fatto che anche i terrestri possano presentare poteri simili (in quanto il canone di questi film prevede solitamente che la natura degli esseri umani sia identica a quella reale).
La sospensione del dubbio non implica la soppressione totale della logica e della coerenza, ma un loro adattamento in base al tipo di opera a cui va applicata. In alcune situazioni la spettacolarità di alcune scene è spesso subordinata alla loro scarsa credibilità. È il caso, ad esempio, delle scene d'azione in cui l'eroe protagonista riesce a sconfiggere un'intera squadra di avversari che, pur essendo adeguatamente armata e addestrata, soccombe senza mai riuscire a colpirlo. Vi possono essere situazioni in cui la sospensione dell'incredulità si rende necessaria per poter accettare soluzioni cinematografiche che nascono a loro volta da esigenze tecniche.
Un esempio frequente è quello per cui i finestrini anteriori delle auto vengono tenuti costantemente abbassati per evitare che il vetro rifletta la luce o addirittura la troupe che sta filmando la scena, anche se questo implica che l'auto rimanga aperta anche durante i parcheggi o in pieno inverno. Tuttavia l'abuso costante della sospensione può portare alla creazione di cliché che, sebbene siano spesso funzionali all'opera, spesso ne diventano un indice di bassa qualità, essendo oggetto di ironia e parodia.
Un concetto collegato è l'autocoscienza del personaggio. Un esempio di ciò si ha quando il personaggio si rivolge al pubblico (infrangendo la quarta parete) o quando con uno sguardo, una frase o un gesto fa intendere di essere conscio di essere un personaggio di un'opera di finzione. Questa azione sfida la sospensione dell'incredulità da parte del pubblico.